# مامودو کاراموکو
مامودو کاراموکو (انگلیسی: Mamoudou Karamoko؛ زادهٔ ۸ سپتامبر ۱۹۹۹) بازیکن فوتبال است.
از باشگاه‌هایی که در آن بازی کرده‌است می‌توان به باشگاه فوتبال کپنهاگن، باشگاه فوتبال وولفسبورگ، باشگاه فوتبال لاسک، و باشگاه فوتبال استراسبورگ اشاره کرد.